# Liudu, Guangdong
Liudu (kinesiska: 六都) är en köping i sydöstra Kina. Den ligger i stadsdistriktet Yun'an i staden Yunfu i provinsen Guangdong, omkring 130 kilometer väster om provinshuvudstaden Guangzhou. Antalet invånare är 44 323. Befolkningen består av 21 124 kvinnor och 23 199 män. Barn under 15 år utgör 17,0 %, vuxna 15-64 år 74 %, och äldre över 65 år 8,0 %.